# Alfred Haesner

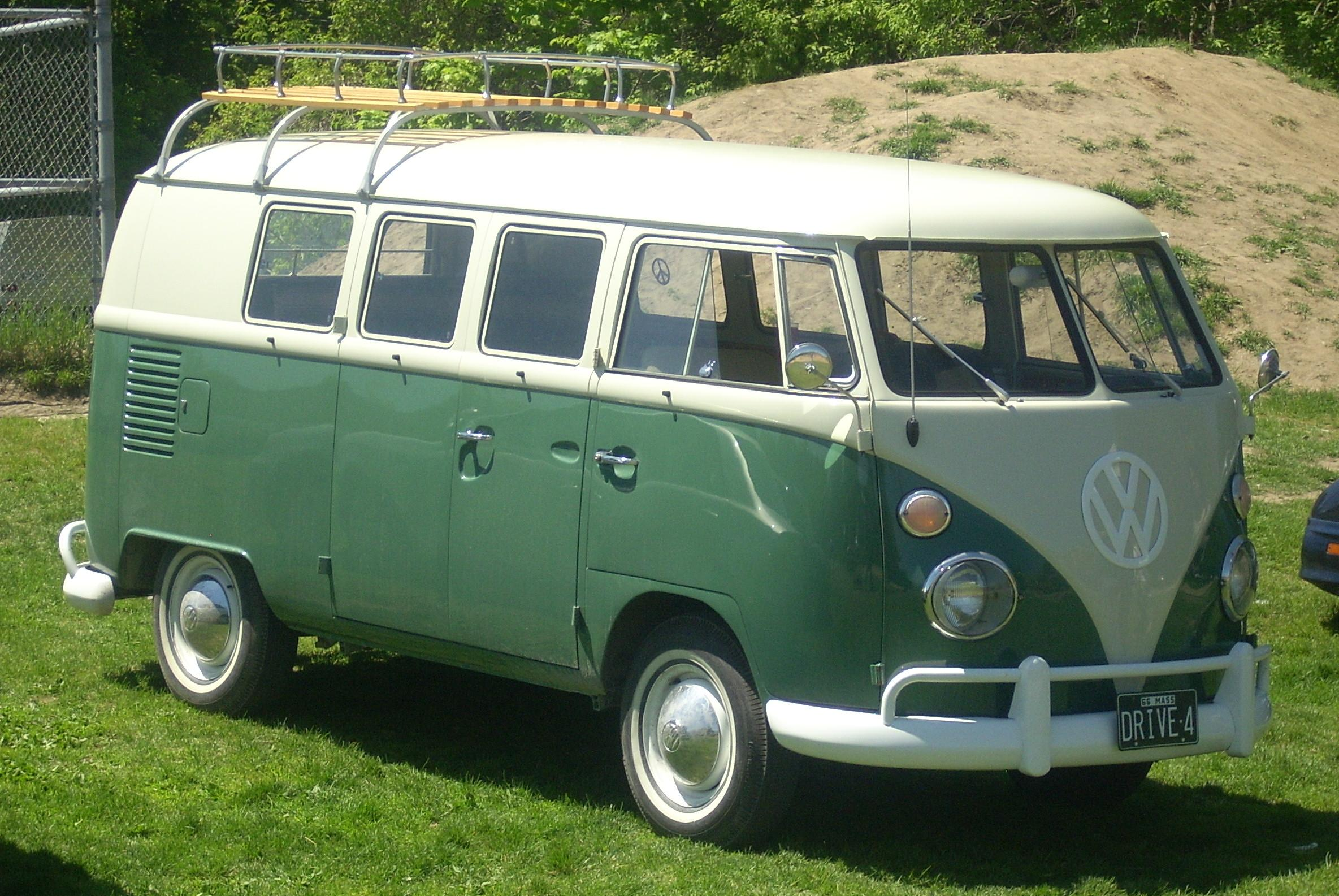
Der von Haesner entwickelte VW T1.

Alfred Haesner (* 1896; † 1975) war ein deutscher Ingenieur und Entwicklungsleiter bei Volkswagen in Wolfsburg und bei den Ford-Werken in Köln.

## Leben und Wirken
Der promovierte Ingenieur Haesner, zu Beginn seiner Karriere bei Magirus in der Lkw-Entwicklung tätig, war von 1925 bis 1934 Chefkonstrukteur in der Versuchsanstalt für Kraftfahrzeuge der Technischen Hochschule in Berlin-Charlottenburg. Bis Ende des Zweiten Weltkriegs war er Konstrukteur von Liefer- und Lastwagen bei den Phänomen-Werken in Zittau.

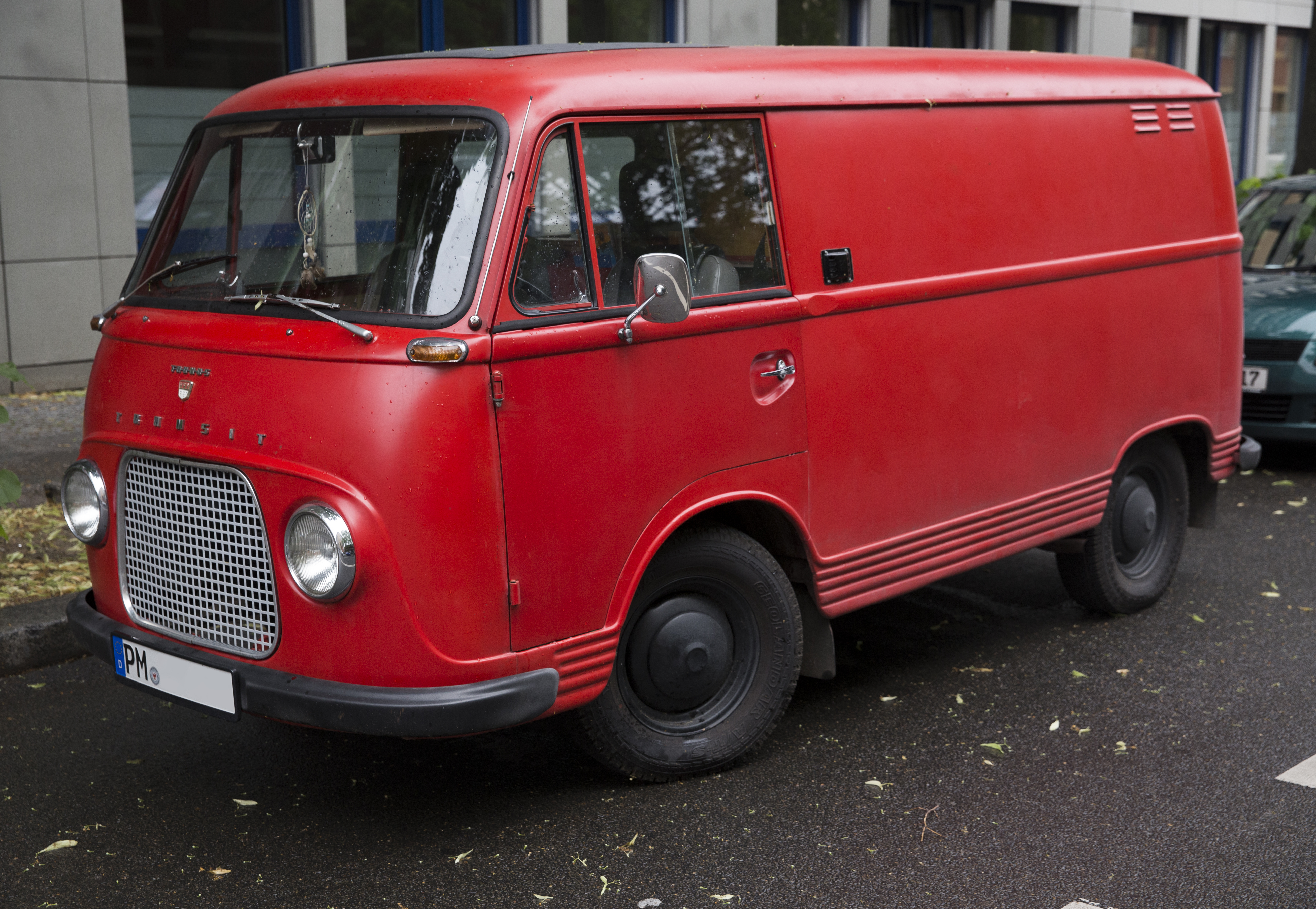
Ford Taunus Transit

1948 wurde Haesner Leiter der Technischen Entwicklung der Volkswagenwerk G.m.b.H. VW-Generaldirektor Heinrich Nordhoff beauftragte ihn mit der Konstruktion des im April 1947 von Ben Pon vorgeschlagenen Kleintransporters. Unter den Kürzeln EA 7 (Entwicklungsauftrag) bzw. „Typ 29“ entwickelte Haesner mit seinem Team innerhalb von 51 Wochen bis November 1949 im Volkswagenwerk den später kurz „Typ 2“ genannten VW Transporter T1 als zweite zivile Baureihe von VW. 1952 wechselte Haesner zu Ford nach Köln und war dort für die Entwicklung des Ford FK 1000 verantwortlich. Der FK 1000 (Ford Köln; 1000 kg Nutzlast) kam 1953 auf den Markt und wurde 1961 in Taunus Transit umbenannt. Die Konstruktionen von T1 und FK 1000 unterschieden sich grundlegend: Während der T1 wie der VW Käfer einen luftgekühlten Heckmotor hatte, war beim FK 1000 der wassergekühlte Motor vorn.